# فیلان
تیره فیلان (Elephantidae) خانواده‌ای از تیره خرطوم‌داران (Proboscidea) است. این خانواده شامل ماموت‌ها و فیل‌ها می‌شود. اکثر گونه‌های زیستی این خانواده هم‌اکنون منقرض شده‌اند و امروزه فقط فیل‌های آفریقایی و فیل‌های آسیایی باقی‌مانده‌اند.
فیل‌ها بزرگترین موجوداتی هستند که روی خشکی زندگی میکنند.
بزرگترین فیل که تا کنون ثبت شده‌است در آنگولا در سال ۱۹۵۶ به ضرب گلوله کشته شده‌است.این فیل نر دارای ۱۱۰۰۰کیلوگرم وزن و ارتفاع شانه 3/96متر ،یک متر بلندتر از متوسط طول فیل آفریقایی بود.
طول بارداری فیل ۲۲ ماه است که طولانی‌ترین دوران بارداری جانوران خشکی محسوب می‌شود.بچه فیل دارای وزنی معادل ۱۲۰ کیلوگرم است.
طول عمر متوسط فیل‌ها ۵۰ تا ۷۰ سال است .
فیل بالغ شکارچیان طبیعی ندارد اگرچه ممکن است بچه فیل‌ها یا جمعیت ضعیف فیلان توسط شیرها شکار شوند.